# Heiligenhafen
Heiligenhafen (pol. hist. Świętowiec) – miasto w Niemczech w kraju związkowym Szlezwik-Holsztyn, w powiecie Ostholstein. W 2008 r. liczyło 9 275 mieszkańców.